# Anders Magnus Kjelldahl
Anders Magnus Kjelldahl, född den 23 augusti 1796 i Österlövsta socken, död den 10 november 1871 i Uppsala, var en svensk skolman.
Kjelldahl blev student vid Uppsala universitet 1814, förordnades 1829 till lärare i matematik och filosofi vid Uppsala katedralskola på läroverkets högsta stadium, konstituerades 1831 som adjunkt med skyldighet att bestrida den matematiska undervisningen inom de fem översta avdelningarna och blev 1858 lektor i matematik vid samma skola. År 1865 måste han på grund av sjuklighet begära tjänstledighet, vilken förlängdes till hans död 1871.
Kjelldahl var en föregångare inom den matematiska undervisningen i Sverige och har därvid haft ett mycket stort inflytande. Han har bidragit till att kommande svenska matematiklärare använt sig av en mer analytisk-heuristisk metodik. Med undantag av två mera fragmentariska framställningar rörande hans undervisningsmetod (i årsredogörelsen för Uppsala högre allmänna läroverk 1871–1872) finns inga arbeten av Kjelldahl utgivna. En av hans lärjungar, Carl Rupert Nyblom, ger i En sjuttioårings minnen, I, en intressant framställning av Kjelldahl. Kjelldahl var riddare av Nordstjärneorden.